# Sede titolare di Cassiope
Cassiope (in latino: Archidioecesis Cassiopensis) è una sede arcivescovile titolare soppressa della Chiesa cattolica.

## Storia
Cassiope, che potrebbe corrispondere all'antico nome dell'attuale città greca di Giannina oppure alla cittadina di Kassopaia sull'isola di Corfù, molto probabilmente non fu mai una sede vescovile dell'Epirus Vetus; nessun vescovo Cassiopense infatti partecipò mai alle grandi assisi ecumeniche del primo millennio.
Nel concilio dell'879 è menzionato per la prima volta un vescovo di Giannina, Zaccaria. La sede è poi ricordata come suffraganea di Naupacto nella lista delle diocesi dipendenti dal patriarcato di Costantinopoli redatta dall'imperatore bizantino Leone VI (886-912). Solo nel tardo medioevo Giannina fu elevata al rango di sede metropolitana.
L'Annuaire Pontifical Catholique colloca la sede Cassiopensis nell'Epiro Vecchio.

## Cronotassi dei vescovi titolari
- Philippe-Prosper Augouard, C.S.Sp. † (30 novembre 1915 - 3 ottobre 1921 deceduto)
- Primo Bianchi † (12 giugno 1922 - 19 agosto 1927 deceduto)